# Rob Roy Way

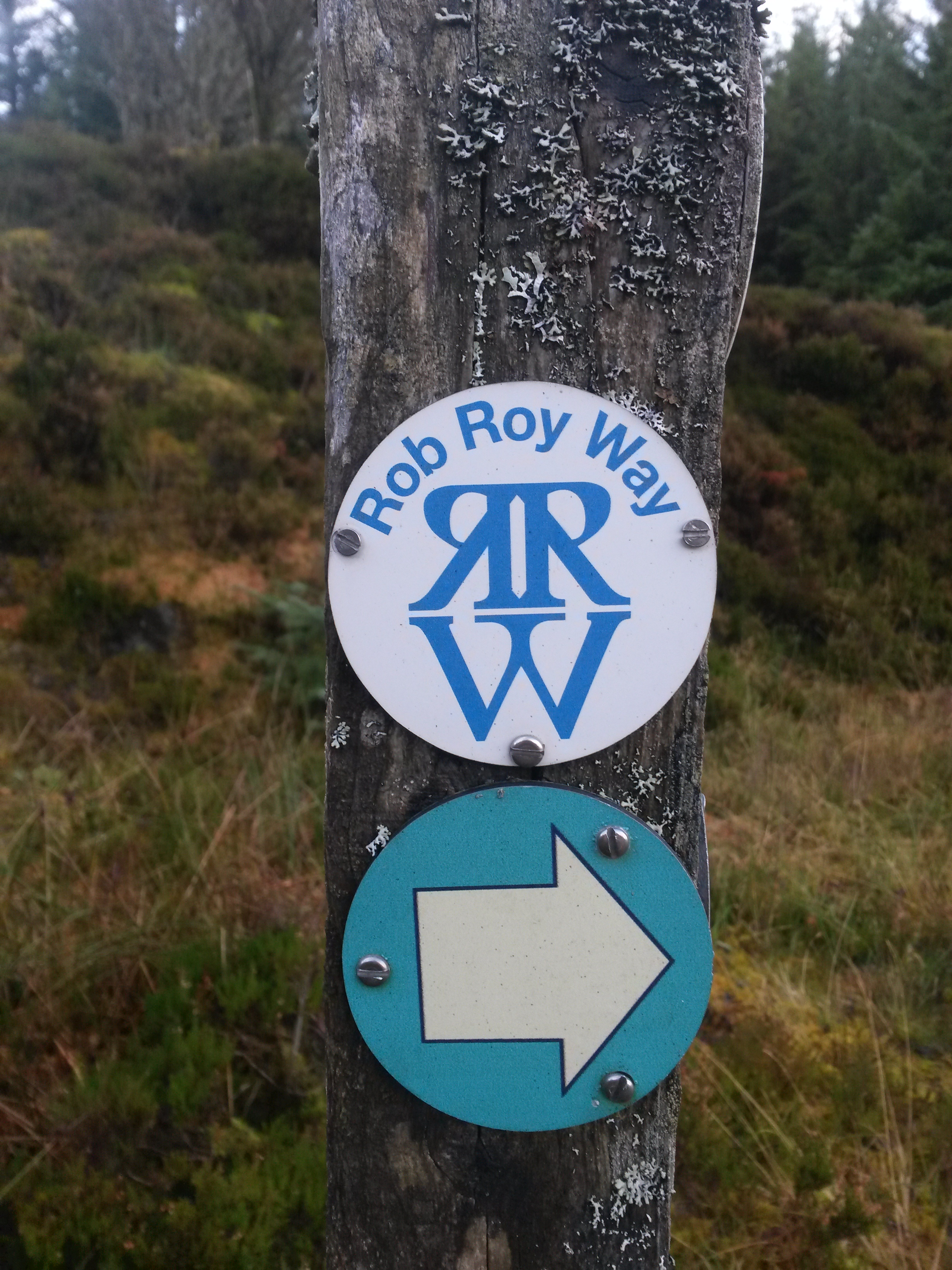

De Rob Roy Way is een langeafstandswandelpad (Great Trail) in Schotland. Het pad uit 2002 is genoemd naar Robert Roy MacGregor, is 127 kilometer lang en loopt van Drymen tot Pitlochry.